# Gil Young-ah
Gil Young-ah (n. 11 aprilie 1970, Ansan, Coreea de Sud) este o jucătoare de badminton ce a reprezentat Coreea de Sud, medaliată olimpică. A participat la 2 ediții ale Jocurilor Olimpice (1992, 1996) în care a câștigat o medalie de aur, o medalie de argint și o medalie de bronz.